# Schizachyrium thollonii
Schizachyrium thollonii là một loài thực vật có hoa trong họ Hòa thảo. Loài này được (Franch.) Stapf miêu tả khoa học đầu tiên năm 1918.